# A Spiritual Greeting
A Spiritual Greeting es el segundo y último álbum de estudio de la banda estadounidense White Witch. Fue publicado en mayo de 1974 por Capricorn Records. El álbum se grabó en los estudios Criteria, en Miami, Florida. Howard y Ron Albert se desempeñaron como productores e ingenieros de audio.

## Recepción de la crítica
Un escritor no especificado de la revista Cash Box declaró: “El LP de White Witch es uno de los más provocativos que hemos encontrado en lo que va de año. Esperamos que el grupo se convierta pronto en una sensación de la noche a la mañana”.

## Revisión retrospectiva
En una revisión retrospectiva para AllMusic, James Gardner declaró: “Independientemente de su oscuridad, White Witch era versátil, a menudo sorprendente y siempre escuchable. En su segundo (y mejor y último) álbum, integran elementos progresivos, glamurosos y psicodélicos en una especie de muestra de hard rock. [...] Aunque A Spiritual Greeting fue, de hecho, la despedida de la banda, es una porción satisfactoria de hard rock vintage”.

## Lista de canciones
Todas las canciones escritas y compuestas por Ronn Goedert y Buddy Pendergrass, excepto donde esta anotado. 
| Lado uno |                                    |                                      |          |  |
| N.º      | Título                             | Escritor(es)                         | Duración |  |
| 1.       | «We'll All Ride High (Money Bag$)» |                                      | 5:08     |  |
| 2.       | «Slick Witch»                      |                                      | 4:51     |  |
| 3.       | «Walk On»                          |                                      | 3:35     |  |
| 4.       | «Class of 2000»                    | Goedert Karl Richardson Rabbi Barbee | 6:15     |  |

| Lado dos |                           |                           |          |  |
| N.º      | Título                    | Escritor(es)              | Duración |  |
| 1.       | «Showdown»                |                           | 4:07     |  |
| 2.       | «Crystallize and Realize» | Goedert Richardson        | 4:53     |  |
| 3.       | «Black Widow Lover»       |                           | 3:53     |  |
| 4.       | «Auntie Christy/Harlow»   | Goedert Richardson Barbee | 5:17     |  |

## Créditos y personal
Créditos adaptados desde las notas de álbum de A Spiritual Greeting.
White Witch
- Ronn Goedert – voces
- Buddy Pendergrass – teclados
- Buddy Richardson – guitarra
- Bobby Shea – percusión
- Bill Peterson – percusión
- Charlie Souza – bajo eléctrico, percusión

Personal técnico
- Howard Albert – productor, ingeniero de audio, mezclas
- Ron Albert – productor, ingeniero de audio, mezclas
- Steve Klein – ingeniero asistente
- Karl Richardson – masterización